# Distriktsrabbinat Würzburg
Das Distriktsrabbinat Würzburg entstand nach den Vorschriften des bayerischen Judenedikts von 1813 in Würzburg,  einer Stadt im bayerischen Regierungsbezirk Unterfranken.

## Aufgaben
Die Aufgaben umfassten Beratungen über Schulangelegenheiten, die Verwaltung von Stiftungen und die Verteilung von Almosen. Zur Finanzierung der Distriktsrabbinate wurden Umlagen von den einzelnen jüdischen Gemeinden bezahlt.

## Gemeinden des Distriktsrabbinats
- Jüdische Gemeinde Bibergau
- Jüdische Gemeinde Dettelbach
- Jüdische Gemeinde Estenfeld
- Jüdische Gemeinde Heidingsfeld
- Jüdische Gemeinde Mainstockheim
- Jüdische Gemeinde Reichenberg
- Jüdische Gemeinde Rimpar
- Jüdische Gemeinde Unteraltertheim
- Jüdische Gemeinde Würzburg

## Distriktsrabbiner
- 1796 bis 1839: Abraham Bing (1752–1841)
- 1840 bis 1878: Seligmann Bär Bamberger (1807–1878)
- 1878 bis 1919: Nathan Bamberger (1842–1919), Seligmanns Sohn